# Васил Куноски
Васил Куноски (на македонска литературна норма: Васил Куноски) е виден детски поет от Република Македония.

## Биография
Куноски е роден в 1916 година в окупирания от български части западномакедонски град Дебър по време на Първата световна война. Завършва педагогическо училище в Шабац, Сърбия. Работи като редактор в редакцията на „Детска радост“ при НИП „Нова Македония“, както и в „Македонска книга“. Член на Дружеството на писателите на Македония от 1949 година. Носител на много книжовни награди: „Младо поколение“, „13 ноември“, „11 октомври“, (награда за цялостно творчество в 1972 г.). Неговите дела се превеждани на сръбски, хърватски, словенски, албански, турски и руски език.

## Трудове
- Волшебното ливче (Вълшебното листче, поема, 1951),
- Гатанки и прашанки (съавторство с Ванчо Николески, 1951),
- Белиот гостин (Белият гостенин, поема, 1952),
- Песни (1953),
- Каде е клучето (Къде е ключето, загадки, 1955),
- Вредна рака црта вака (Умелата ръка, чертае така, илюстрирани стихове, 1956),
- Ѓерданче (Герданче, 1956),
- Зајче безопавче (Зайче безопашче, 1957),
- Претпразнични вечери (Предпразнични вечери, 1960),
- Страшно, пострашно и најстрашно, (Страшно, по-страшно и най-страшно, 1963),
- Ха-ха-ха и две-три ах (1964),
- Светулки над треви (1964),
- Тошо, Снешка и 101 смешка (Тошко, Снежка и 101 смешки, хумористични песни, 1970),
- Згоди и незгоди (Сгоди и несгоди, 1972),
- Избор (1973),
- Оро весело (Хоро весело, поезия за предучилищна възраст, 1979),
- Избор (1980),
- Оро широко (Хоро широко, поезия за предучилищна възраст, 1984),
- Птици над рудини (1985)
- Избрани дела I-II (1987).